# فرانسيس غالتون
فرانسيس غالتون (بالإنجليزية: Francis Galton)‏ (16 فبراير 1822-17 يناير 1911) كان الخبير الإحصائي للإنجليز في العصر الفيكتوري، بالإضافة لكونه يُعتبر شخصًا واسع المعرفة ومتعدد الثقافات وعالم اجتماع وعالم نفسي وعالم أنثروبولوجيا وعالم في مجال تحسين النسل ومستكشف استوائي وعالم جغرافي وعالم أرصاد جوية وعالم وراثة ومخترع. حصل على لقب «سير» عام 1909.
أصدر غالتون أكثر من 340 ورقة علمية وكتاب، وابتكر المفهوم الإحصائي المعروف بظاهرة «الانحدار نحو الوسط» والتي نالت استحسانًا كبيرًا. كان أول من استخدم الأساليب الإحصائية في دراسة الاختلافات البشرية ونظرية وراثة الذكاء وغيرها، واستخدم الاستبيانات والدراسات الإحصائية من أجل جمع البيانات الخاصة بالمجتمعات البشرية والتي احتاجها من أجل أعمال الأنساب والسير الذاتية ولدراسات الأنثروبومترية (القياسات البشرية). 
كان رائدًا في مجال تحسين النسل، كما صاغ هذا المصطلح بنفسه. وصاغ أيضًا مصطلح ومفهوم «الطبيعة مقابل التنشئة». كان كتابه «العبقرية الوراثية (1869)» هو أول محاولة علمية اجتماعية لدراسة العبقرية والعظمة.
أسس كمحقق في مجال العقل البشري «علم القياس النفسي» (علم قياس القدرات العقلية) وعلم النفس التفاضلي والفرضية المعجمية للشخصية. ابتكر طريقة لتصنيف بصمات الأصابع والتي أثبتت فائدتها في علوم الطب الشرعي. أجرى بحثًا حول قوة الصلاة ووصل لنتيجة مفادها عدم وجود أي تأثير من آثارها على طول عمر الأشخاص الذين صُليت من أجلهم. امتد بحثه عن المبادئ العلمية للظواهر المتنوعة الممارَسة في الحياة اليومية حتى أنه وعلى سبيل المثال أجرى دراسة من أجل الوصول للطريقة المثلى في صنع الشاي.
ابتكر أول خريطة جوية بصفته البادئ بعلم الأرصاد الجوية واقترح نظرية للأعاصير، وكان أول من أنشأ سجلًا كاملًا للظواهر المناخية قصيرة الأجل على نطاق أوروبي. اخترع أيضًا «غالتون ويستل» من أجل اختبار قدرة السمع التفاضلية. بالإضافة لكونه ابن عم تشارلز داروين.

## النشأة
ولد غالتون في «اللاركس» وهو منزل كبير بُني في «فير هيل» في منطقة سباركبروك في بيرمنغهام في إنجلترا وكان المنزل السابق لجوزيف بريستلي والذي أعاد عالم النبات ويليام ويذرنغ تسميته. كان هناك صلة قرابة بعيدة بينه وبين تشارلز داروين إذ اشتركا في جد الجد إراسموس داروين. كان والده صامويل ترتيوس غالتون ابن صامويل «جون» غالتون. كانت عائلة غالتون عائلة مصنّعة للأسلحة ومصرفي الكويكرز بينما شارك داروين في الطب والعلوم.
كان بالإضافة لكونه ابن عام تشارلز داروين أيضًا ابن عم دوغلاس ستروت غالتون، كان لدى كلتا العائلتين زملاء في الجمعية الملكية وأعضاء أحبوا التفكير بالاختراعات في أوقات فراغهم. كان إيراسموس داروين صامويل غالتون من الأعضاء المؤسسين لجمعية الهلال في بيرمنغهام والتي شملت بولتون ووات وويدجوود وبريستلي وإيدغورث. عُرفت العائلتان بمواهبهما الأدبية، إذ ألّف إراسموس داروين أطروحات فنية طويلة وكتبت عمة غالتون ماري آن غالتون عن علم الجمال والدين إذ فصّلت سيرتها الذاتية عن بيئة طفولتها التي كان لأعضاء جمعية الهلال مكانًا كبيرًا بها. 
كان غالتون طفلًا معجزة إذ بدأ بالقراءة في سن الثانية، وعرف بعض التقسيمات اليونانية واللاتينية الطويلة في الخامسة، وانتقل لكتب الكبار في السادسة وقرأ كتب شكسبير على سبيل التسلية. اقترح غالتون في وقت لاحق من حياته وجود صلة بين العبقرية والجنون حسب تجربته الخاصة إذ قال: «غالبًا ما يكون الرجال الذين يتركون بصمتهم في هذا العالم هم أولئك المليئون بالموهبة والقوة العصبية، ويكونون في نفس الوقت مطارَدين ومسَيطر عليهم من قبل أفكار معينة وبالتالي هم على بعد مسافة ليست بكبيرة عن الجنون».

## بيرسون 1914-1924-1930
التحق غالتون بمدرسة الملك إدوارد في بيرمنغهام ولكنه غضب من المناهج الدراسية «الضيقة» حسب وصفه وترك المدرسة في عمر السادسة عشر. ضغط والداه عليه من أجل الدخول في مهنة الطب فدرس لمدة عامين في مستشفى بيرمنغهام العام وكلية الطب في جامعة الملك في لندن. تابع في ذات الوقت الدراسات الرياضية في كلية ترينتي في جامعة كامبريدج بين عامي 1840 و1844.
أصبح غالتون ماسونيًا وفقًا لسجلات إنجلترا في فبراير 1844 أثناء المؤتمر العلمي الذي أُقيم في فندق ريد ليون ان في كامبريدج، وتقدم ضمن الدرجات الماسونية الثلاث وهي: الانتماء في 5 فبراير 1844، والزمالة في 11 مارس 1844، والماستر في 13 مايو 1844. تذكر ملاحظة موجودة في السجل: «حصل فرانسيس غالتون الطالب في كلية ترينتي على شهادته في 13 مارس 1845». يمكن العثور على واحدة من شهادات غالتون الماسونية من بين أوراقه في كلية الجامعة في لندن.
منع الانهيار العصبي نية غالتون الحصول على درجة الشرف، استطاع الحصول على درجة البكالوريوس بدلًا من ذلك بالإضافة لحصوله على درجة الماجستير دون مزيد من الدراسة عام 1847 مثل ابن عمه تشارلز داروين. استأنف دراسته الطبية لفترة وجيزة ولكن وفاة والده في عام 1844 تركته محرومًا من الناحية العاطفية بالرغم من أنه كان مستقل ماديًا، أنهى دراسته الطبية تمامًا وتحول لمجال السفر والرياضة والاختراعات التقنية.
كان غالتون مسافرًا متحمسًا في سنواته الأولى، إذ قام برحلة فردية مميزة عبر أوروبا الشرقية حتى القسطنطينية قبل ذهابه إلى كامبريدج. وذهب إلى مصر في عامي 1845 و1846 وسافر للخرطوم عبر نهر النيل، ومن السودان ذهب لبيروت ودمشق وجنوب الأردن.
انضم إلى الجمعية الجغرافية الملكية في عام 1950، وقام برحلة استكشافية طويلة وصعبة في جنوب غرب أفريقيا (ناميبيا الآن) والتي كانت غير معروفة في ذلك الوقت على مدار العامين التاليين. كتب كتاب «سرد المستكشف في جنوب أفريقيا الاستوائية» تحدث فيه عن تجربته هناك. حصل على الميدالية الذهبية لمؤسس الجمعية الجغرافية الملكية عام 1853 والميدالية الفضية للجمعية الجغرافية الفرنسية لاستطلاعه الرائد في مجال رسم الخرائط بالمنطقة. جعل هذا الأمر سمعته كجغرافي ومستكشف تصدح في الأرجاء. وشرع بعد ذلك في كتابة كتاب «فن السفر» وهو كتيّب للنصائح العلمية تفيد الفيكتوري أثناء تنقله وسفره وكان الكتاب من الكتب الأكثر مبيعًا إذ طُبع عدة طبعات وما زال يُطبع حتى وقتنا هذا.
التقى غالتون بلويزا جين بتلر (1822-1897) في يناير 1853 في منزل جاره وتزوجا في 1 أغسطس 1853. لم ينجبا أطفالًا طوال الزواج الذي استمر 43 عامًا.

## سنواته الوسطى
قدم غالتون مساهمات مهمة في العديد من مجالات العلوم بما في ذلك الأرصاد الجوية (خرائط الطقس والأعاصير) والإحصاءات المختلفة (نظرية الانحدار نحو الوسط) وعلم النفس وعلم الأحياء والوراثة وعلم الإجرام (بصمات الأصابع)، ساعده ميله للقياس والإحصاء في هذا. أعد غالتون أول خريطة طقس والتي نُشرت في صحيفة التايمز في 1 أبريل 1875 والتي بينت أحوال الطقس لليوم السابق (31 مارس) قبل أن تصبح بعد ذلك صفحة رئيسية في جميع صحف العالم.
أصبح غالتون نشطًا للغاية في الجمعية البريطانية لتقدم العلوم إذ قدم العديد من الأوراق البحثية حول مجموعة واسعة من الموضوعات في اجتماعاته التي استمرت من 1858 وحتى 1899، وأصبح الأمين العام للجمعية من عام 1863 وحتى 1867 ورئيسًا للقسم الجغرافي بين عامي 1867 و1872 ورئيسًا لقسم الأنثروبولوجيا بين عامي 1877 و1885. كان نشطًا أيضًا في مجلس الجمعية الجغرافية الملكية لأكثر من أربعين عامًا وفي لجان مختلفة في الجمعية الملكية ومجلس الأرصاد الجوية.

## وصلات خارجية
- فرانسيس غالتون على موقع الموسوعة البريطانية (الإنجليزية)
- فرانسيس غالتون على موقع إن إن دي بي (الإنجليزية)